# Nadine Ernsting-Krienke
Nadine Ernsting-Krienke (ur. 5 lutego 1974 w Telgte) – niemiecka hokeistka na trawie, mistrzyni olimpijska.
Do lutego 2005 rozegrała w zespole narodowym 360 spotkań, co stanowi rekord w historii niemieckiego kobiecego hokeja na trawie. Jej największym sukcesem w barwach narodowych jest złoto igrzysk w Atenach w 2004. Była również w zespole wicemistrzowskim z igrzysk w Barcelonie (1992), a także zdobyła brąz mistrzostw świata, dwa srebra i brąz mistrzostw Europy, złoto halowych mistrzostw świata, dwukrotnie złoto halowych mistrzostw Europy. W turnieju Hockey Champions Trophy zespół niemiecki z Ernsting-Krienke w składzie zajmował cztery razy 2. i dwa razy 3. miejsce.
W Bundeslidze broni barw Eintracht Braunschweig.